# Fapt divers în prima pagină
Fapt divers în prima pagină (titlul original: în italiană Sbatti il mostro in prima pagina) este un film dramatic italian, realizat în 1972 de regizorul Marco Bellocchio iar rolul principal fiind interpretat de Gian Maria Volonté. 

## Conținut
Milano, începutul anilor 1970, cu câteva zile înainte de alegerile generale. Fiica unui renumit profesor este găsită moartă. Domnul Bizanti, editorul șef al ziarului "Il Giornale", împreună cu proprietarului editorialului domnul Montelli, predau cazul spre a fi investigat de către tânăra Rovenda împreună cu experimentatul domn Lauri. La un moment dat, toate indiciile arată că posibilul ucigaș ar putea fi senatorul Boni.

## Distribuție
- Gian Maria Volonté – Giancarlo Bizanti
- Fabio Garriba - Roveda
- Carla Tatò - soția lui Bizanti
- Jacques Herlin - Lauri
- John Steiner - inginer Montelli
- Michel Bardinet - jurrnalist
- Jean Rougeul - directorul ziarului Il Giornale
- Corrado Solari - Mario Boni
- Laura Betti - Rita Zigai
- Enrico DiMarco - commisarul
- Silvia Kramar - Maria Grazia Martini
- Massimo Patrone - portarul
- Gianni Solaro - prof. Italo Martini
- Ignazio La Russa - reprezentantul comisiei

## Lansare
Filmul Fapt divers în prima pagină a avut premiera la Torino în Italia pe data de 19 octombrie 1972.
În România premiera filmului a avut loc la data de 31 decembrie 1973 la cinematograful „Festival” din capitală.